# Jalen Adams
Jalen R. Adams (ur. 11 grudnia 1995 w Roxbury) – amerykański koszykarz, występujący na pozycji rozgrywającego.
W 2014 zdobył brązowy medal, podczas turnieju Adidas Nations. Rok później wystąpił w spotkaniach gwiazd amerykańskich szkół średnich, Jordan Classic Regional oraz Derby Classic. W pierwszym z wymienionych został wybrany MVP.
19 października 2019 został zwolniony przez New Orleans Pelicans.

## Osiągnięcia
Stan na 20 października 2019, na podstawie, o ile nie zaznaczono inaczej.
NCAA
- Uczestnik turnieju:
  - NCAA (2016)
  - Portsmouth Invitational Tournament (2019)
- Mistrz turnieju konferencji American Athletic Conference (AAC – 2016)
- Zaliczony do:
  - I składu:
    - AAC (2017)
    - turnieju AAC (2016, 2017)

  - II składu AAC (2018)
  - III składu AAC (2019)